# فلسفة الحب
فلسفة الحب هي مجال الفلسفة الاجتماعية والأخلاق التي تحاول شرح طبيعة الحب.

## النظريات الحالية
هناك العديد من النظريات المختلفة التي تحاول شرح ماهية الحب والوظيفة التي يخدمها. سيكون من الصعب جدًا شرح الحب لشخص افتراضي لم يختبر هو أو هي نفسها الحب. في الواقع، يبدو الحب لمثل هذا الشخص غريبًا تمامًا إن لم يكن سلوكًا غير منطقي تمامًا. من بين الأنواع السائدة من النظريات التي تحاول تفسير وجود الحب هناك: النظريات النفسية، التي يعتبر الغالبية العظمى منها أن الحب سلوك صحي للغاية؛ هناك نظريات تطورية ترى أن الحب جزء من عملية الاصطفاء الطبيعي. هناك نظريات روحية قد تعتبر، على سبيل المثال، الحب عطية من الله؛ هناك أيضًا نظريات تعتبر الحب لغزًا غير قابل للتفسير، يشبه إلى حد كبير تجربة صوفية.
فقد رأى بعض الفلاسفة أن الحُبّ لا يمكن التعبير عنه منطقياً أو إدراكه بالعقل، أمّا النقاد لهذه النظرية فرأوا أن الحُبّ يمكن التعبير عنه، فهو إخراج الإنسان لمشاعره التي تتحدى العقل. لم يتمّ الاعتراف بمصطلح الحبّ أساساً في بعض اللغات، مثل: لغة البابوا، لكن كانت له عدّة مفاهيم ومصطلحات في لغات عديدة؛ ففي اللغة الإنجليزية يُعبّر عن الحُبّ بكلمة (love)، وتم اشتقاقها من الكلمة السنسكريتية (lubh) التي تعني الرغبة، وفي اللغة اليونانية يُعبّر عن الحُبّ بعدة مصطلحات، مثل: إيروس (باليونانيّة: Eros)، وفيليا (باليونانيّة: Philia) وأجابيه (باليونانيّة: Agape).

## مصطلح إيروس
يُستخدَم مصطلح إيروس عادةً للإشارة إلى الحُبّ الذي يشكّل رغبةً عارمةً بشيء ما، أو ما يعبّر عن الرغبة العاطفية، وعادةً ما يُشار إلى هذه الرغبة بأنها الرغبة الجنسية، أمّا عند أفلاطون وسقراط فيُشار بكلمة إيروس إلى الرغبة التي تسعى نحو الجمال الحقيقي؛ حيث يرى أفلاطون وسقراط أنّ الحُبّ الذي يتولد ويسعى إلى الجمال هو حُبّ باقٍ ما بقي الإنسان، ويرى ليديل أنّ إيروس نوع من الرغبة العاطفية، التي تتعلق بالرغبة الجنسية عادةً، في حين يصف نيغرين إيروس بأنّها كلمة تعبر عن حُبّ الرغبة بشيء ما، وهي كلمة تتمركز حول الذات الإنسانية، أمّا سوبل فيرى أنّ إيروس تصف الأنانية، وهي كلمة بعيدة عن الجنس، كما وصف الحبّ الإيروسكي بمعنى أن تحبّ شيئاً؛ أي أن تستجيب لرغباته، أمّا مصطلح فيليا عند اليونان فهو ما يشتمل على الولاء والتقدير للآخرين

## الحُبّ في نظر الأدباء والفلاسفة العرب
للحُبّ في نظر الأدباء والفلاسفة العرب وجهات وآراء عديدة، وله مؤلفات خاصة متعددة، فقد عبّر الجاحظ عن الحُبّ في كتابه النساء، وفي كتاب رسالة القيان بأنّه ذلك الشعور العقلاني البعيد عن اللهو، وقد طالب الناس أن يقاوموه، أمّا ابن حزم الأندلسي فقد رأى في كتاب طوق الحمامة في الألفة أن الحُبّ يبدأ بالهزل وينتهي بالجدّ، وهو شيء لا تُدرَك معانيه ولا يوصَف إلّا بالمعاناة، كما يقول إنّ جميع أنواع الحُبّ القائمة على المنفعة الحسيّة تزول بسرعة، وتنتهي بانتهاء عِللها باستثناء العشق المتأصّل والمتوغل في النفس، فلا ينتهي إلّا بالموت.
ورأى أبو بكر الرازي أنّ الإنسان يُبتلى بالعشق، لذلك نادى بضرورة الابتعاد عنه؛ حيث وجد أنّ العشق يقع لمن هو قليل الحظ ومن يفضل الرغبات الحسية على الروحية، وقد كان رأي ابن سينا مماثلاً لرأي أبي بكر الرازي في أن الحبّ عِلّة ومرض، وقد تطرّق في كتابه القانون إلى العلامات التي تظهر على من يحبّ، مثل: تشتت الذهن واختلاطه، وفساد مخيّلته، بالإضافة إلى الهذيان والحماقة، كما قارن بين العشق وحالة الاكتئاب عند فراق المحبوب وهجرانه؛ ففي الاكتئاب تتغيّر الحالة النفسية للفرد من الفرح إلى الحزن، ومن الضحك إلى البكاء، أمّا رأي ابن عربي في الحبّ فقد عبّر عنه في كتابه الفتوحات المكية، فقال إنّ من علامات الحبّ عدم مقدرة المُحبّ على النوم، وإنّ العشق يكون لذاته، أي أنّ الغاية هي العشق وما بعده أيّة غاية، وقد ضرب أمثلةً في العشق، منها: عشق قيس بن الملوح لليلى؛ حيث كان يكرّر اسمها ويناديها، وإن لبّت النداء طلب منها الابتعاد، فهو منشغل بنداءات الحُبّ.